# Ионеску, Теодор
Теодор В. Ионеску (рум. Theodor V. Ionescu; 8 февраля 1899, Дорохой — 7 ноября 1988, Бухарест) — румынский физик и изобретатель, который сделал значительные открытия в физике плазмы, физике ионосферы, ионно-парных электронов в густой плазме, мазерах, магнетронных усилителях и эффекте Зеемана в контролируемом ядерном горении и механизме квантового излучения в горячей плазме. Член Румынской Академии с 21 декабря 1935 года.

## Биография
Теодор В. Ионеску получил степень кандидата наук по физике в Париже, а затем и в Яссах. Так, исследования физики плазмы в Румынии начались в 1923 года, с защиты первой кандидатской работы по физике в Ясском университете Теодором В. Ионеску, под руководством профессора Петру Богдана. Теодор В. Ионеску провел первые в Румынии эксперименты с ионизированными газами и плазмой.

## Научная деятельность
В 1925 году Теодор В. Ионеску изобрел микрофон, который базировался на термоэлектронных токах (ток, образующийся в нагретых телах) и световой проектор, используя явление интерференции.
Основал в том же году первую «Лабораторию электричества и магнетизма», как и первая кафедра электричества и магнетизма на факультете математики и физики Бухарестского университета.
Теодор В. Ионеску в 1934—1935 годах построил прототип высокоэнергетического, более ёмкого магнетрона, который был впоследствии, в 1937—1940 годах был построен британскими физиками Джоном Туртоном Рандаллом вместе с командой британских сотрудников для британских и американских военных радарных установок во время Второй мировой войны. Тогда же компания из Берлина «Telefunken» работала над созданием такого устройства, но их успехи были гораздо меньшими, чем у англичан или Теодора В. Ионеску.

## Труды
- Th. V. Ionescu. Electricitate și Magnetismv. Note de curs. Facultatea de Fizică, Universitatea București, 1960.
- Th.V.Ionescu. Electricity and Magnetism. «Electricitate şi Magnetism». «Electricity and Magnetism». Course Notes., School of Physics, University of Bucharest., 1960.
- Th.V.Ionescu et al. (1969). «Les oscillations ioniques dans les cathodes creuses dans un champ magnetique.», transmise par M. Louis Neel, C.R.A.Sci. Paris, 270: 1321—1324,

- «Th. V. Ionescu». Personalități românești ale științelor naturii și tehnicii — dicționar, Ed. Științifică și Enciclopedică, București, 1982.